# Kukak Village Site
Le Kukak Village Site est un site archéologique américain situé dans le borough de l'île Kodiak, en Alaska. Protégé au sein des parc national et réserve de Katmai, cet ancien village abandonné à la suite de l'éruption du Novarupta en 1912 est inscrit au Registre national des lieux historiques depuis le 20 juillet 1978.